# Jōsō
Jōsō (jap. 常総市 Jōsō-shi) – miasto w Japonii, w południowo-zachodniej części prefektury Ibaraki, nad rzeką Kinu. Ma powierzchnię 123,64 km². W 2020 r. mieszkało w nim 60 890 osób, w 22 087 gospodarstwach domowych  (w 2010 r. 65 332 osoby, w 20 676 gospodarstwach domowych).
Miasto jest położone na terenie płaskim z kilkoma niskimi wzgórzami, w odległości około 55 km na północ od Tokio. Graniczy z miastami i miasteczkami: Tsukubamirai i Tsukuba na wschodzie; Bandō na zachodzie; Moriya na południu; Yachiyo i Shimotsuma na północy.
Wraz z utworzeniem nowego systemu administracyjnego w 1889 roku (restauracja Meiji) na terenie powiatu Toyoda powstała miejscowość Mitsukaidō (jap. 水海道町). W 1894 roku obszar ten został przydzielony do powiatu Yūki, a w 1954 roku Mitsukaidō połączono z kilkoma wioskami i nadano nowej jednostce status miasta. W dniu 1 kwietnia 1956 roku dołączono jeszcze dwie wioski, a 1 stycznia 2006 roku sąsiednie miasteczko Ishige i nadano nową nazwę oficjalną Jōsō.
We wrześniu 2015 roku ogromne opady deszczu doprowadziły do wylania rzeki Kinu, płynącej z północy na południe przez środkową część niziny Kantō. Z powodu powodzi ok. 100 tys. osób z miasta i okolic musiało opuścić swoje domy. Od tego czasu liczba ludności maleje, około 50 firm opuściło miasto.

## Populacja
Zmiany w populacji terenu miasta w latach 1950–2020:

## Galeria

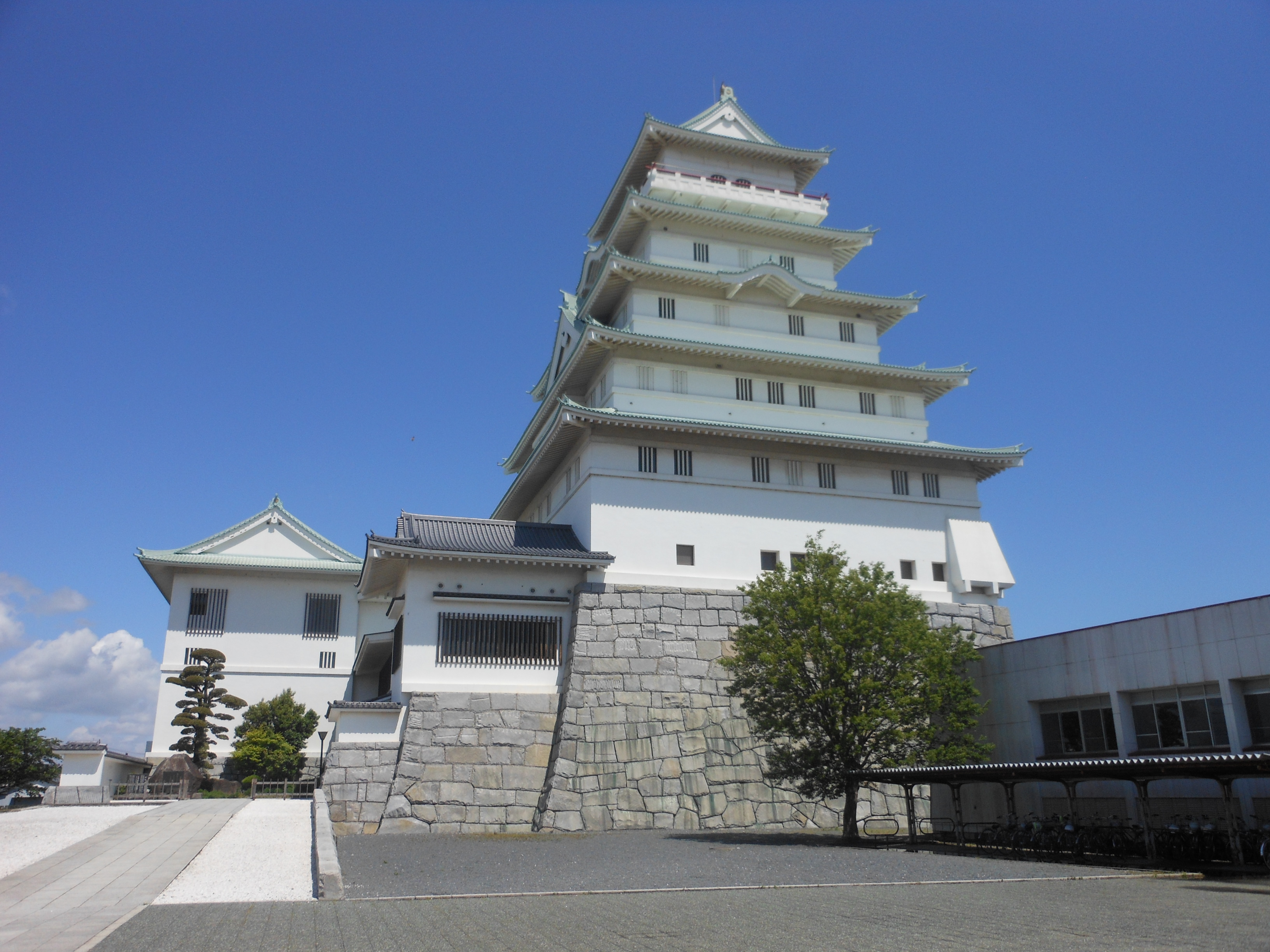
Zamek Toyoda, siedziba Centrum Wymiany Regionalnej
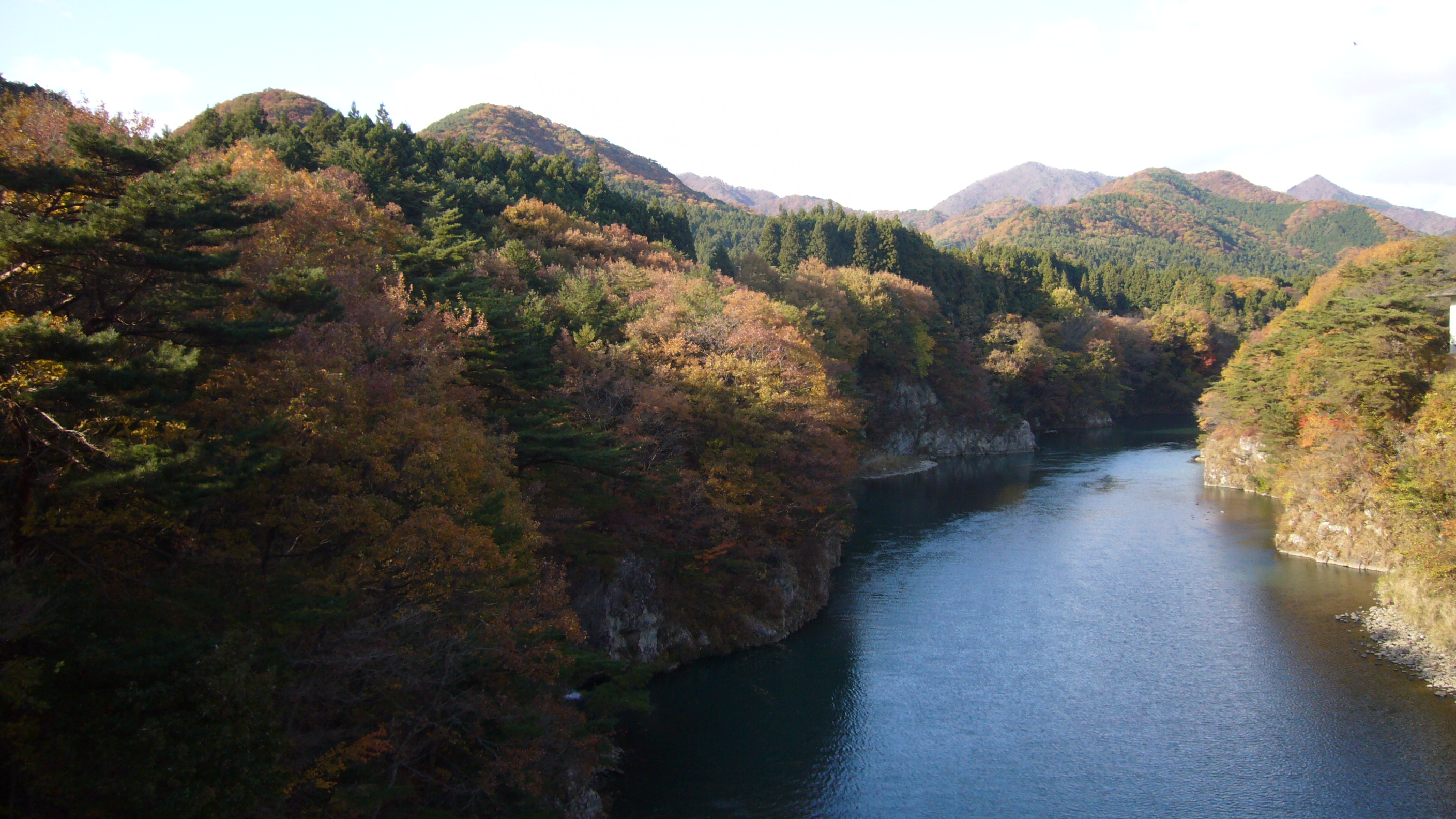
Rzeka Kinu, tu: na terenie prefektury Tochigi, w pobliżu miasta Utsunomiya
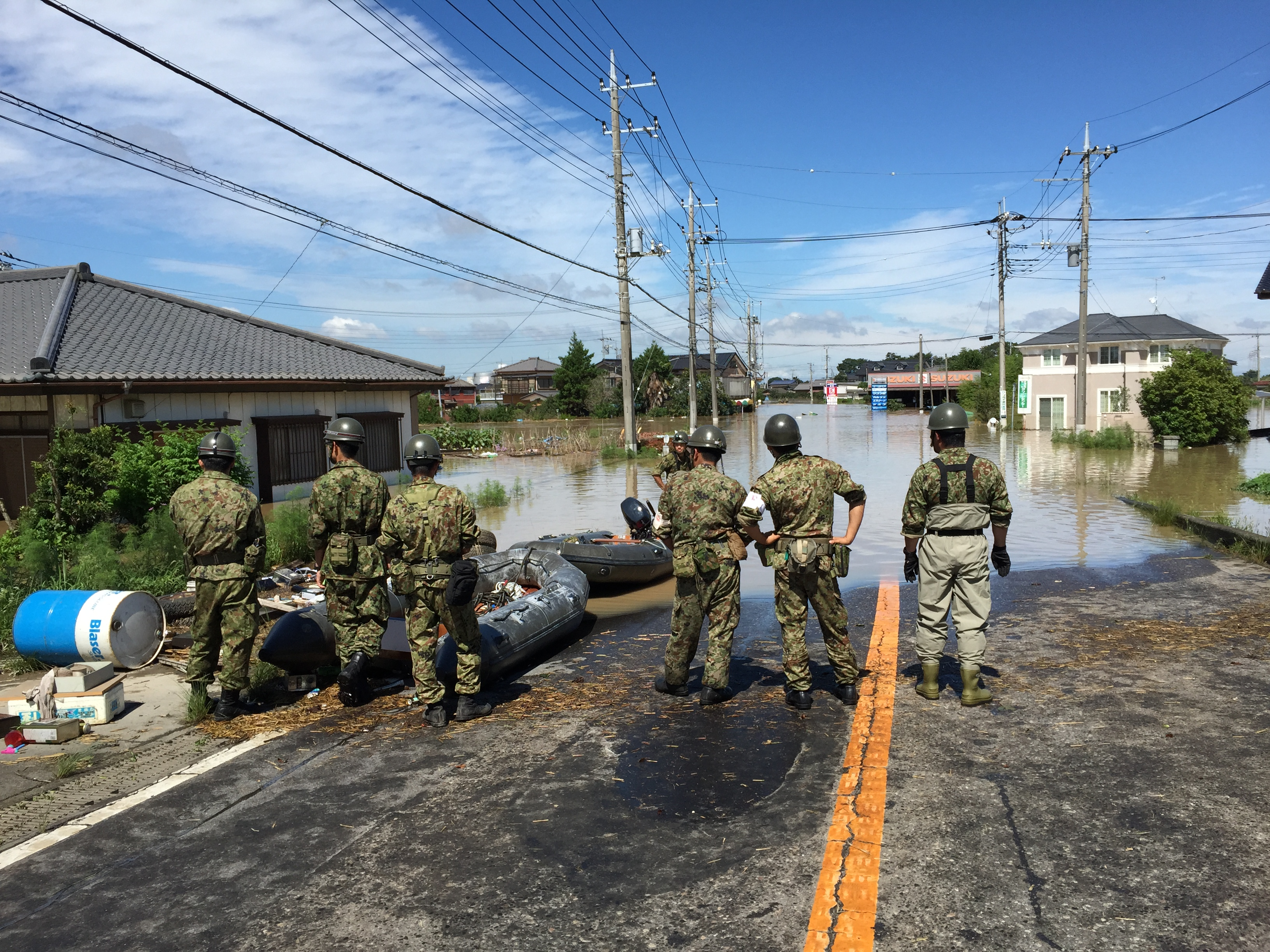
Powódź we wrześniu 2015
Usytuowanie miasta Jōsō w prefekturze Ibaraki
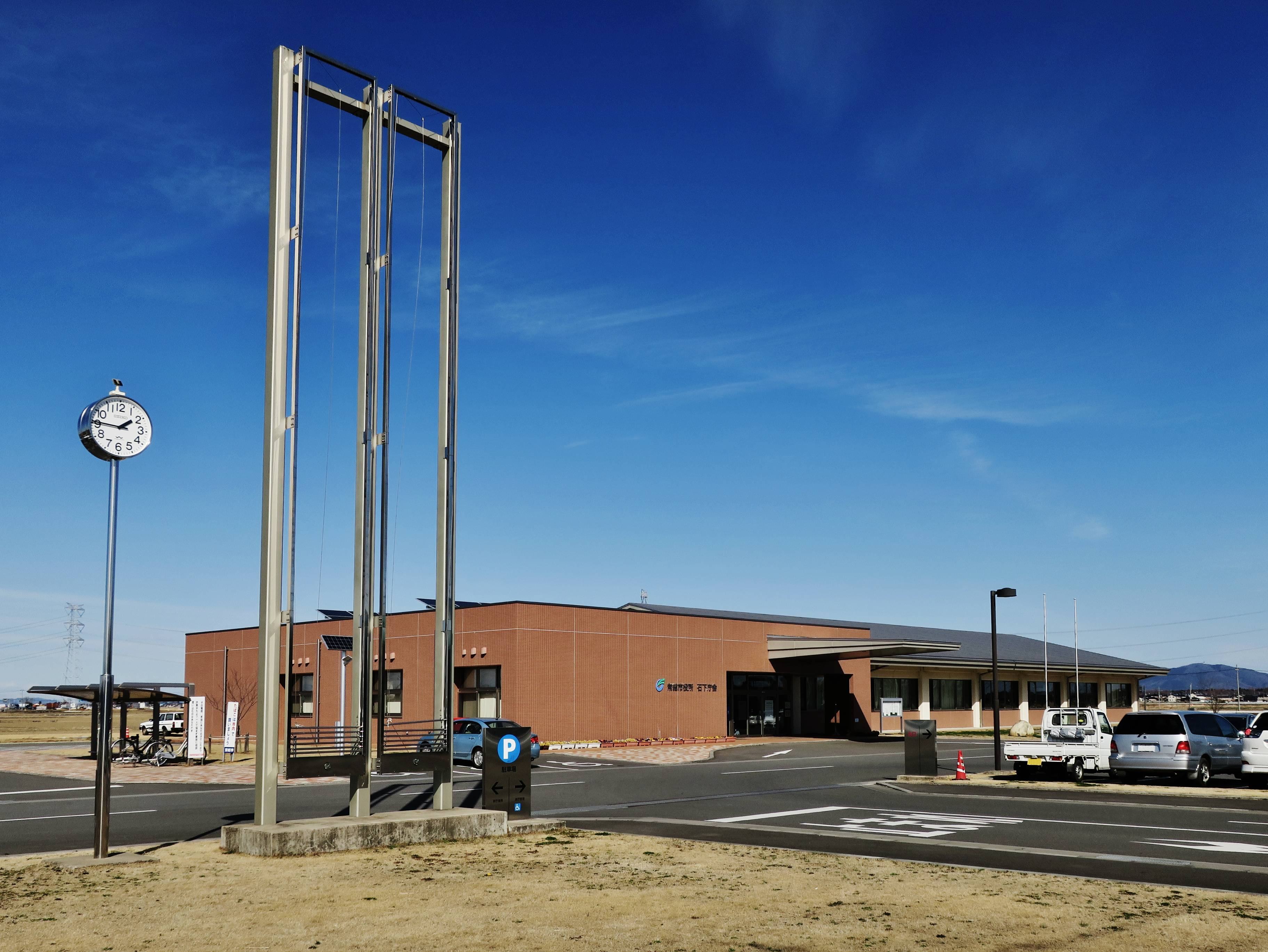
Siedziba władz miasta, oddział w Ishige
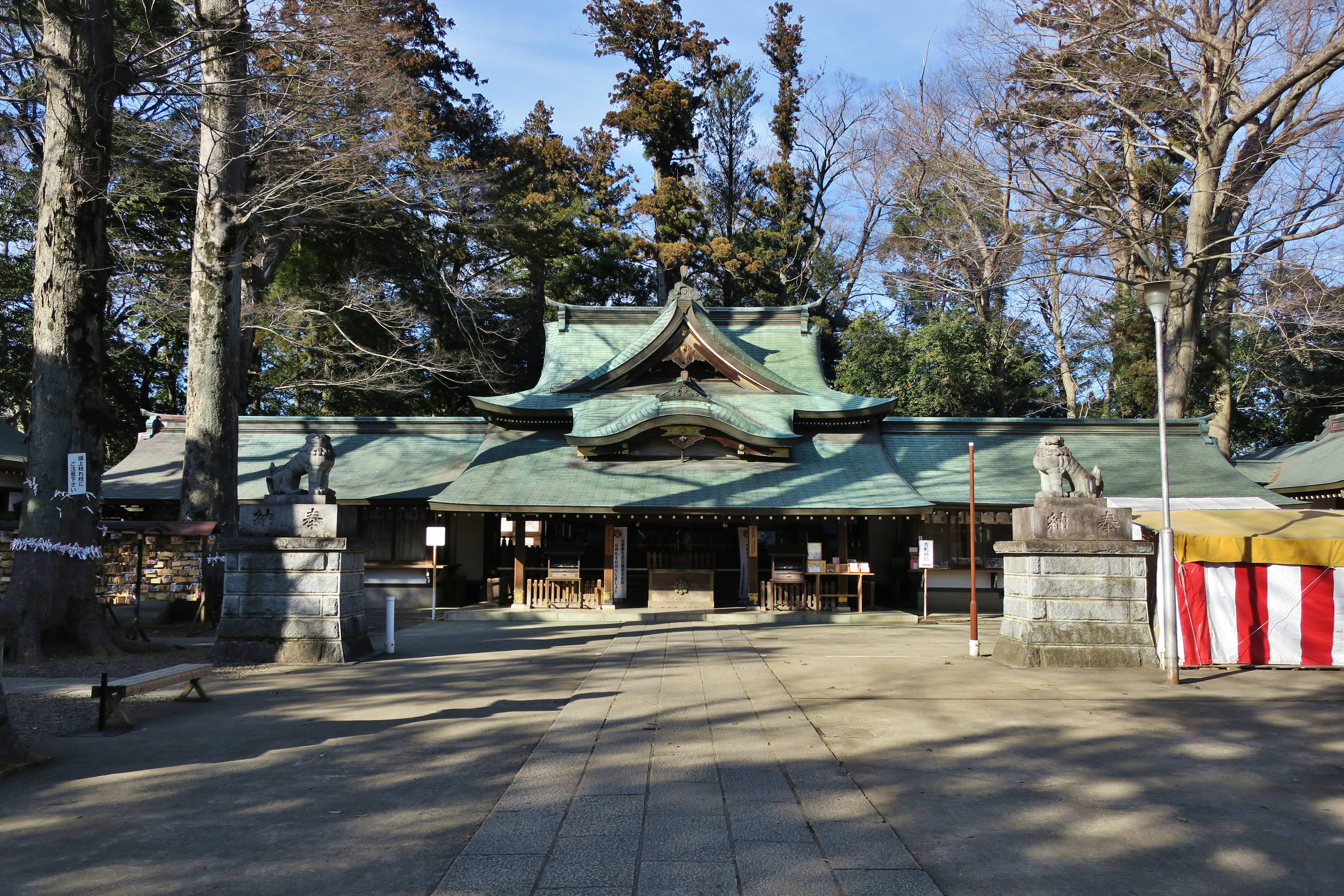
Chram Hitokotonushi-jinja w Jōsō